# Jihoafrický rand
Jihoafrický rand (anglicky South African rand, afrikánsky Suid-Afrikaanse rand) je zákonným platidlem Jihoafrické republiky. Jeho ISO 4217 kód je ZAR (tento kód pochází z nizozemského Zuid-Afrikaanse rand). Jedna setina randu se nazývá cent. 
Jihoafrická republika je jedním ze členů Jihoafrické celní unie (další členové jsou Namibie, Botswana, Lesotho a Svazijsko). Tři státy této skupiny utvořily spolu s Jihoafrickou republikou měnovou unii s názvem „Společný měnový prostor“. Jeho fungování spočívá v tom, že měny těchto států jsou pevně navázány na rand v poměru 1:1. Navíc je možné platit v těchto zemích jak místní měnou, tak i randem. V Jihoafrické republice ale měny ostatních států použít nelze.
| Stát      | Název měny          | Kód měny | Směnný kurz       |
| --------- | ------------------- | -------- | ----------------- |
| Lesotho   | Lesothský loti      | LSL      | 1,0 ZAR = 1,0 LSL |
| Namibie   | Namibijský dolar    | NAD      | 1,0 ZAR = 1,0 NAD |
| Svazijsko | Svazijský lilangeni | SZL      | 1,0 ZAR = 1,0 SZL |

## Historie
V koloniálním období byl na území dnešní Jihoafrické republiky používán monetární systém té evropské mocnosti, která zrovna spravovala toto území (především britský a nizozemský). V roce 1920 vznikla jihoafrická libra, která byla pevně navázána na britskou libru v paritním poměru 1:1 a dělila se na 20 šilinků a 240 pencí. Rand byl uvolněn do oběhu v roce 1961, kdy nahradil libru v poměru 1 libra = 2 randy. Zároveň začal používat desítkovou soustavu.

## Mince a bankovky
Mince randu mají hodnoty 1, 2, 5, 10, 20, 50 centů a 1, 2, 5 randů.  Na reversní straně všech mincí se nachází státní znak Jihoafrické republiky. Tato současná série vnikla do oběhu v roce 1989. Mince nejnižších hodnot (1 a 2 centy) se přestaly razit v roce 2002, přesto však zůstávají zákonným platidlem. V běžné cirkulaci se však již prakticky neobjevují, v Jihoafrické republice se používá systém zaokrouhlení na nejbližších 5 centů.
Bankovky jsou tisknuty v hodnotách 10, 20, 50, 100, 200 randů. Na reversní straně bankovek jsou vyobrazena místní divoká zvířata - tzv. Africká velká pětka: nosorožec (10 randů), slon (20 randů), lev (50 randů), buvol (100 randů) a levhart (200 randů).  Nejnovější série bankovek tištěných od roku 2012 má na aversní straně portrét Nelsona Mandely.